# Anthocharis euphenoides
Anthocharis euphenoides é uma espécie de insetos lepidópteros, mais especificamente de borboletas pertencente à família Pieridae.
A autoridade científica da espécie é Staudinger, tendo sido descrita no ano de 1869.
Trata-se de uma espécie presente no território português.